# Centre sportif de la queue d'Arve
Il Centre sportif de la queue d’Arve è un palazzetto dello sport della città di Ginevra in Svizzera. Ha una capienza di 800 posti. 